# Никитин, Альберт Николаевич
Альберт Николаевич Никитин (14 марта 1936, Мариинск, Западно-Сибирский край РСФСР, СССР — 1 июля 2022, Москва, Россия) —
советский и российский учёный, изобретатель в области ракетно-космической техники, специалист по системами энергопитания и автоматики космических аппаратов.
Доктор технических наук, профессор, лауреат Государственной премии Российской Федерации 2002 года в области науки и техники, с 1989 года являлся генеральным директором ассоциации «Космонавтика — человечеству», в дальнейшем её вице-президентом, генеральный директор Международного института ноосферных технологий.
Академик Российской академии естественных наук, Академии космонавтики, Международной академии наук о природе и обществе, академик и профессор Академии проблем безопасности, обороны и правопорядка.
Родился в г. Мариинске Кемеровской области. Там же окончил школу № 6.
Окончил Томский электромеханический институт инженеров железнодорожного транспорта — ныне Омский государственный университет путей сообщения (1958).
Был председателем секции ракетно-космической техники, членом президиума Федерации космонавтики России, членом президиума РАЕН, председателем её секции ноосферных знаний и технологий.
Входил в редакционный совет «Вестника РАЕН».
Почётный доктор Европейского университета.
Лауреат премии им. Ю. В. Андропова (с вручением золотой медали) — за выдающийся вклад в обеспечение безопасности РФ (2002).
Награждён медалями ФАИ и Федерации космонавтики России им. академика С. П. Королева, им. Ю. А. Гагарина, К. Э. Циолковского.
Заслуженный испытатель космической техники.
Скончался 1 июля 2022 года.

## Книги
- Никитин А. Н. / Ставицкий А. И.,. На одном языке с природой. — М.: Российская академия естественных наук. Ассоциация «Космонавтика — человечеству». СПб, Издательство «Интан», 1997. — 137 с. — ISBN ISBN 5-86741-011-0 : Б. ц..

## Патенты, авторские свидетельства на изобретение СССР
Источники: https://patenton.ru/ , http://patents.su/

### Патенты поПолитрону
- Никитин А. Н. / Давыдов В. Ф., Бронников С. В., Никитин А. Н., Скребушевский Б. С. Система прогнозирования землетрясений. Патент № RU 2276392 C2 ; опубл. 10.05.06.
- Никитин А. Н. / Давыдов В. Ф., Бурков В. Д., Никитин А. Н., орокин В. Н., Бронников С. В. Система измерений предвестника землетрясений. Патент № RU 2275659 C2 ; опубл.  27.04.06.
- Никитин А. Н. / Давыдов В. Ф., Корольков А. В., Никитин А. Н., Бурков В.Д., Галкин Ю.С. Измеритель предвестника землетрясения. Патент № RU 2205432 C1; опубл. 27.05.2003.
- Никитин А. Н. / Давыдов В. Ф., Корольков А. В., Никитин А. Н., Комаров Е.Г., Шалаев В.С. Способ предсказания землетрясений.  Патент № RU 2204852 C1 ; опубл. 20.05.03.
- Никитин А. Н. / Давыдов В. Ф., Никитин А. Н., Комаров Е. Г., Машков А.С., Батырев Ю.П., Харченко Т.А. Система измерений предвестника землетрясений. Патент № RU 2239852 C2 ; опубл. 10.11.04.
- Никитин А. Н. / Давыдов В. Ф., Никитин А. Н., Новоселов О. Н., Даровских А. Н., Ставицкий А. И. Регистратор предвестника землетрясения. Патент № RU 2229736 C2 ; опубл.  27.05.04.
- Никитин А. Н. / Давыдова С. В., Никитин А. Н., Давыдов В. Ф., Анисимов О. Г. Обнаружитель поляризационных аномалий восходящего излучения земли. Патент № RU 2353956 C2 ; опубл. 27.04.09.
- Никитин А. Н. / Никитин А. Н., Путилин А. Б. Устройство для моделирования уравнений в частных производных; Авторское свидетельство № SU 624240 A1 ; опубл. Б.И. 15.09.78, Бюл. №34.
- Никитин А. Н. / Никитин А. Н., Путилин А. Б. Устройство для распознавания образов; Авторское свидетельство № SU 652579 A1 ; опубл. в Б.И. 15.03.79 , Бюл.№ 10 .
- Никитин А. Н. / Никитин А. Н., Путилин А. Б., Карасев Е. М., Косарев Н. М. Устройство для регулирования положения объекта; Авторское свидетельство № SU 717731 A1 ; опубл. Б.И. 25.02.80, Бюл. №7.
- Никитин А. Н. / Никитин А. Н., Путилин А. Б., Полторак И. В., Евдокимов О.Б. Исследование возможности создания электронного вычислителя и многоканального приемника светового излучения; Отчет о НИР ВНИИТ, 1979 в Гос. рег.№Х51695.
- Никитин А. Н. / Никитин А. Н., Ставицкий А. И., Карасев Д. П., Хайрутдинова Д.В., Литвяк В.С., Жаров В.М. Устройство для распознавания сигналов. Авторское свидетельство № SU 611224 A1 ; опубл. 15.06.78, Бюл. № 22.
- Никитин А. Н. / Путилин А. Б., Никитин А. Н., Григоров Г. Г., Полторак И. В. Устройство для функционального преобразования сигналов; Авторское свидетельство № SU 920777 A1;  опубл. Б.И. 15.04.82 № 14.
- Никитин А. Н. / Путилин А.Б., Никитин А. Н., Ставицкий А. И., Щуклин В.П., Литвяк B.C. Устройство для распознавания сигналов; Авторское свидетельство №  SU 538369 A1; опубл. в Б.И 05.12.1976, Бюл. № 45.

### Авторские свидетельства на изобретение СССР
- Никитин А. Н. / Дейнега Г. А., Никонов В. Г., Никитин А. Н. Устройство для измерения угла наклона. Авторское свидетельство № SU 1137298 А; опубл. 30.01.85. Бюл. № 4.
- Никитин А. Н. / Корольков Г. В., Никитин А. Н., Труш Ф. Ф., Назаренко В. В., Чубаров В. Р., Шадрин В. П., Беспалов В. Л., Пятницкий А. П. Способ регулирования процесса теплообмена. Авторское свидетельство № SU 620789 ; опубл. 25.08.78. Бюл. № 31
- Никитин А. Н. / Кузьменко В. Л., Никитин А. Н., Борис Я. В., Мартынюк-Лотоцкий П. Ю., Димбровский Ю. П., Рябинин А. Д. Устройство для распознавания изображений. Авторское свидетельство № SU 960866; опубл. 23.09.82. Бюл. № 35.
- Никитин А. Н. / Лидоренко Н. С., Дуринян Р. А., Комиссарова Л. В., Никитин А. Н., Карыстов Н. С., Шахов В. К., Цычевский Г. А. Устройство для поиска рефлекторных точек. Авторское свидетельство № SU 843986 A1 ; опубл. 07.07.81. Бюл № 25.
- Никитин А. Н. / Лидоренко Н. С., Пятницкий А. П., Евдокимов А. Н.Ч, Никитин А. Н., Ростокинский В. В. Устройство для регистрации энергии удара. Авторское свидетельство № SU 584204 ; опубл. 15.12.77. Бюл. № 46.
- Никитин А. Н. / Недодаев И. Е., Никитин А. Н., Рогожникова Л. А., Шелестюков Ю. С., Ткаченко А. Д. Способ подготовки армирующих вставок; Авторское свидетельство №  SU 499966 ; опубл. в Б.И 05. 25.01.1976, Бюл. № 3.
- Никитин А. Н. / Никитин А. Н., Богач П. Г., Рябинин А. Д., Рябинин В. А., Евдокимов О. Б., Гречкин Ю. В. Устройство для моделирования адаптивного центрального нейрона. Авторское свидетельство № SU  997053; опубл. 15.02.83. Бюл. № 6.
- Никитин А. Н. / Никитин А. Н., Гаврилов Л. Е., Твердов Н. М., Улупова Н. П., Широков В. А. Устройство для задержки импульсов. Авторское свидетельство № SU 843207 ; опубл. 30.06.81. Бюл. № 24.
- Никитин А. Н. / Никитин А. Н., Люсов В. А., Чувпило А. В., Савенков М. П., Цычевский Г. А., Семушкин В. К. Способ определения электроаномальных зон кожи и щуп для его осуществления. Авторское свидетельство № SU 1360733 A1 ; опубл. 23.12.87. Бюл. №
- Никитин А. Н. / Никитин А. Н., Пятницкий А.Р П., Беспалов В. Л. Балансирующая игрушка. Авторское свидетельство № SU 641975 ; опубл. 15.01.79. Бюл. № 2.
- Никитин А. Н. / Рябинин А. Д., Никитин А. Н., Яшин В. Н., Болотов Б. В., Рябинин В. А. Интегрирующее устройство с аналоговой памятью. Авторское свидетельство № SU 842844 A1 ; опубл. 30.06.81. Бюл. № 24.
- Никитин А. Н. / Сидоров В. И., Павлов В. К., Пылков П. В., Полторацкий В.Т., Никитин Ю. А., Сидоров В. В., Саввин П. В., Борисов В. Д., Никитин А. Н. Устройство для питания нагрузки постоянным током. Авторское свидетельство № SU 455401 A1 ; опубл. 30.12.74. Бюл. № 48.
- Никитин А. Н. / Пятницкий А. П., Галкин И. Ф., Торопцева Т. Н., Евдокимов А. Н., Никитин А. Н. Переменный резистор. Авторское свидетельство № SU 632015 ; опубл. 05.11.78. Бюл. № 41.

### Патенты Российской Федерации
- Никитин А. Н. / Бондур В. Г., Давыдов В. Ф., Комаров Е. Г., Никитин А. Н. Устройство инициирования осадков в атмосфере. Патент № RU 2593215 C2 ; опубл. 10.08.16.
- Никитин А. Н. / Брискин Б. С., Букатко В. Н., Никитин А. Н. Способ лечения осложненных гастродуоденальных язв. Патент № RU 2109531 C1 ; опубл. 27.04.98.
- Никитин А. Н. / Брискин Б. С., Букатко В. Н., Никитин А. Н. Способ лечения острого деструктивного панкреатита. Патент № RU 2204425 C1 ; опубл. 20.05.03.
- Никитин А. Н. / Брискин Б. С., Букатко В. Н., Никитин А. Н. Способ оценки течения острого деструктивного панкреатита. Патент № RU 2173951 C1 ; опубл. 27.09.01.
- Никитин А. Н. / Давыдов В. Ф., Никитин А. Н., Ананьин И. В., Гасс А. Л., Емельянов К. В. Способ определения вероятности землетрясения. Патент № RU 2269800 C2 ; опубл. 10.02.06.
- Никитин А. Н. / Давыдов В. Ф., Никитин А. Н., Бронников С. В. Способ определения параметров землетрясения. Патент № RU 2302020 C2 ; опубл. 02.06.07.
- Никитин А. Н. / Давыдов В. Ф., Никитин А. Н., Бронников С.В., Новоселов О. Н., Корольков А.В. Способ прогнозирования землетрясений. Патент № RU 2262125 C1 ; опубл. 10.10.05.
- Никитин А. Н. / Давыдов В. Ф., Никитин А. Н., Корольков А.В., Гольцева Л. В., Гренц Н.В. Способ предсказания землетрясений. Патент № RU 2208239 C1 ; опубл. 10.07.03.
- Никитин А. Н. / Давыдов В. Ф., Никитин А. Н., Новоселов О. Н., Галкин Ю. С. Способ прогнозирования землетрясений. Патент № RU 2273869 C1 ; опубл. 10.04.06.
- Никитин А. Н. / Давыдов В. Ф., Никитин А. Н., Новоселов О. Н., Гольцева Л. В., Корольков А.В. Способ обнаружения очагов землетрясений. Патент № RU 2205431 C1 ; опубл. 27.05.03.
- Никитин А. Н. / Давыдов В. Ф., Никитин А. Н., Новоселов О. Н., Запруднов В. И., Софронов А.Ю. Способ краткосрочного предсказания землетрясений. Патент № RU 2227311 C2 ; опубл. 20.04.04.
- Никитин А. Н. / Давыдов В. Ф., Никитин А. Н., Ораевский В. Н. Способ прогнозирования параметров землетрясения. Патент № RU 2256199 C2 ; опубл. 10.07.05.
- Никитин А. Н. / Давыдов В. Ф., Сорокин В. Н., Никитин А.Н., Бронников С. В. способ предсказания землетрясений. Патент № RU 2242774 C2 ; опубл. 20.12.04.
- Никитин А. Н. / Дворников В. М., Никитин А. Н., Тюнин Б. А., Галкин Г. И. Кавитационный реактор. Патент № RU 2377475 C2 ; опубл. 27.12.09.
- Никитин А. Н. / Луцюк В. К., Лидоренко Н. С., Никитин А. Н. Способ получения воды. Патент № RU 2119445 C1 ; опубл. 27.07.98.
- Никитин А. Н. / Луцюк В. К., Никитин А. Н.. Способ предотвращения землетрясения. Патент № RU 2107933 C1 ; опубл. 27.03.98.
- Никитин А. Н. / Никитин А. Н., Чабанов А. И., Чабанов В. А., Соловьев А. А. Гелиоаэробарическая теплоэлектростанция. Патент № RU 2353866 C2 ; опубл. 27.04.09.
- Никитин А. Н. / Никитин А. Н., Чабанов А. И., Чабанов В. А., Соловьев А. А. Гелиоаэробарическая теплоэлектростанция. Патент № RU 2377473 C2 ; опубл. 27.12.09.
- Никитин А. Н. / Никитин А. Н., Чабанов А. И., Чабанов В. А., Соловьев А. А. Гелиоаэробарическая теплоэлектростанция с дополнительными источниками электрогенерации. Патент № RU 2341733 C1 ; опубл. 20.12.08.
- Никитин А. Н. / Никитин А. Н., Чабанов А. И., Чабанов В. А., Соловьев А. А. Гелиотеплопреобразователь водного базирования для гелиотеплоэлектростанций. Патент № RU 2344354 C1 ; опубл. 20.01.09.
- Никитин А. Н. / Никитин А. Н., Чабанов А. И., Чабанов В. А., Соловьев А. А. Гелиотеплопреобразователь с текучим теплоносителем для гелиотеплоэлектростанций. Патент № RU 2344353 C1 ; опубл. 20.01.09.
- Никитин А. Н. / Никитин А. Н., Чабанов А. И., Чабанов В. А., Соловьев А. А. Солнечная теплоэлектростанция с ветронаправляющими поверхностями. Патент № RU 2373429 C2 ; опубл. 20.11.09.
- Никитин А. Н. / Никитин А. Н., Чабанов А. И., Чабанов В. А., Соловьев А. А. Солнечная теплоэлектростанция с влагоконденсирующей установкой. Патент № RU 2373428 C2 ; опубл. 20.11.09.
- Никитин А. Н. / Никитин А. Н., Чабанов А. И., Чабанов В. А., Соловьев А. А. Солнечная теплоэлектростанция с применением вихревых камер. Патент № RU 2373430 C2 ; опубл. 20.11.09.
- Никитин А. Н. / Никитин А. Н., Чабанов А. И., Чабанов В. А., Соловьев А. А. Энергетический каскад вихревых камер. Патент № RU 2361157 C2 ; опубл. 10.07.09.
- Никитин А. Н. / Сорокин И. В., Давыдов В. Ф., Никитин А. Н., Тищенко Ю. Г., Давыдова С. В. Поляризационный датчик предвестника землетрясений. Патент № RU 2343507 C2 ; опубл. 10.01.09.
- Никитин А. Н. / Чувпило А. В., Никитин А. Н., Чувпило Г. А. Способ производства автономной электрической энергии и устройство, миниэлектростанция МЭ ЧУНИ, для его осуществления. Патент № RU 2561705 C2 ; опубл. 10.09.15.
- Никитин А. Н. / Потапов Ю. С., Никитин А. Н.; Толмачев Г. Ф. Гидравлический квантовый двигатель. Патент № RU 2160840 C1; опубл. 20.12.00.